# Vjetrenjača s rotirajućim jedrima
Vjetrenjača s rotirajućim jedrima je nova vrsta vjetrenjače koja ima 3 jedra promjenjive površine. 
Kad je vjetar slab jedra se šire, a kad jača jedra se skupljaju. Ova vjetrenjača počinje raditi kod vjetra od 2 m/s, a normalno radi i kad najjačih vjetrova tako što se površina jedara smanje za 95%. Na taj način može ostvariti višestruko veći broj radnih sati u usporedbi s klasičnim vjetrenjačama s tri kraka. U usporedbi s drugim vertikalnim rotorima kao što su Savonijusov i Darrijusov rotor koji energiju vjetra koriste zahvaljujući obliku otporne površina. Vjetrenjača s rotacionim jedrima ima mehanizam koji u svakom trenutku postavlja jedra u optimalan položaj na vjetar, čime se efikasnost iskorištenja energije vjetra višestruko povećava. U usporedbi s horizontalnim rotorima vjetrenjača s rotirajućim jedrima počinje raditi pri najslabijem lahoru, te nije potrebno graditi visoke skupe stupove kako bi se iskoristili jači visinski vjetrovi. Zaštita od snažnih vjetrova ne temelji se na čvrstini konstrukcije već na smanjenju površine jedara za preko 90%, te zahvaljujući tome svi dijelovi mogu biti izrađeni od 90% manje čvrstih elemenata. Kod oluja nije ju potrebno zakočiti, kao druge vjetrenjače, pa ona radi i pri takvim vjetrovima. Dok većina vjetrenjača za pogon koristi silu uzgona pa se vrte 6 puta brže od vjetra, ova vjetrenjača koristi silu guranja, te se zbog tog vrti sporije od vjetra. Zbog toga nije opasna za ptice, radi vrlo tiho, te zbog kretanja jedara u smjeru vjetra vrlo malom silom djeluje na temelje. 
Moguće ju je smjestiti na krov kuće s betonskim stropom, pod uvjetom da 30 - 50 metara oko kuće nema drugih objekata koji bi mogli stvarati zračne vrtloge. Konstrukcijski su riješeni i sporedni problemi vertikalnih rotora, tj., zamjena glavnog ležaja u slučaju kvara je moguća i bez skidanja rotora, a i generator je moguće smjestiti na tlu ispod rotora, što olakšava zamjenu ili popravak u slučaju kvara. Zbog svega navedenog ova vjetroturbina je ekonomična i na lokacijama gdje se druge vjetrenjače ne isplati graditi. 
Isplativost investicije u vjetrenjače ovisi o proizvedenoj energiji i o broju radnih sati godišnje, a to ponajviše ovisi o optimalnoj veličini generatora u odnosu na veličinu same vjetrenjače, što je kod ove vjetrenjače moguće mijenjati. Optimalna veličina generatora ovisi o više faktora.
- Na lokacijama gdje često pušu vjetrovi od 4 m/s do 10 m/s isplativije je ugraditi jači generator, kako bi se dobila veća količina energije.
- Ako je generator spojen na električnu mrežu u koju se ubacuje višak energije također je isplativo ugraditi jači generator kako bi se prodalo što više električne energije. 
- Na lokacijama gdje najčešće pušu lagani povjetarci od 2 m/s do 5 m/s isplativije je ugraditi slabiji generator kako bi se iskoristio vjetar brzine 2 – 3 m/s. 
- Ako korisnik nema priključak na električnu mrežu također je isplativije na vjetrenjaču ugraditi manji generator kako bi se ostvario što veći broj radnih sati, čime se smanjuje potreba za skladištenje električne energije u akumulatore koji su skupi i imaju ograničeno vrijeme trajanja.   

## Povijesni razvoj
Vjetrenjaču s rotirajućim jedrima prijavio je njemačkom uredu za patente 6. kolovoza 1882. godine njemački inovator Carl Wenzel, te je iduće godine dobio i patent. Kod ovog prvog rješenja nedostatak je bio što nije postojao vjetrousmjerivač pa je usmjeravanje prema vjetru bilo ručno. Također su se ručno i skupljala jedra kod jačeg vjetra posebnim mehanizmom.
Hrvatski inovator Tihomir Čuljak istu je vjetrenjaču smislio koncem 1977. godine. Jedan mali metalni model veličine jedara 50x30 cm prikazao je 1983. godine na izložbi inovacija Rast Yu u Rijeci. Nešto usavršenije modele dimenzija 2x1 m prikazao je na izložbama Inova 1985. i Inova 1986. u Zagrebu. Kratki video snimak prototipa prikazao je na izložbi Iena u Nunbergu 2000. godine gdje je dobio zlatnu medalju. Sva ta izlaganja prošla su bez pažnje. 
Poboljšani prototip napravio je 2006. godine, te je kratki video snimak početkom 2007. godine postavio na portal YouTube.

## Vanjske poveznice
- Vjetrenjača s rotirajućim jedrima
- Rotirajuća jedra  Arhivirana inačica izvorne stranice od 4. prosinca 2007. (Wayback Machine)
- vjetrenjača WIPO  Arhivirana inačica izvorne stranice od 4. prosinca 2007. (Wayback Machine)
- Montažno modularna vjetrenjača s rotirajućim jedrima  Arhivirana inačica izvorne stranice od 21. srpnja 2011. (Wayback Machine)
- Kineski model
- Australski model  Arhivirana inačica izvorne stranice od 2. rujna 2007. (Wayback Machine)
- Francuska prezentacija
- Japanski model
- Obiteljski model
- Egleski model